# Victoria (Minnesota)
Victoria ist eine Stadt im Carver County  im US-Bundesstaat Minnesota.

## Geografie
Victoria liegt im Westen des Carver County innerhalb der Metropolregion Minneapolis–Saint Paul. Victoria trägt den Spitznamen „Stadt der Seen und Parks“, weil sie 13 Parks und neun Seen innerhalb ihrer Grenzen hat.

## Geschichte
Es wird angenommen, dass Michael Diethelm der erste Siedler in Victoria war, nachdem er 1851 in der Nähe der heutigen St.-Victoria-Kirche eine Unterkunft für seine Frau und seine beiden Kinder errichtet hatte. Die Stadt selbst ist nach der Kirche benannt, die 1857 auf einem 30 Acres (120.000 m²) großen Gelände nördlich des Lake Bavaria errichtet wurde. Ein Jahr später begannen Dampfschiffe von Saint Paul aus, zusätzliche Vorräte für die frühen Siedler zu bringen. Die Siedlung wuchs weiter, da der fruchtbare Boden Bauern aus Deutschland, der Schweiz und der Niederlande anlockte. Schließlich trugen die Dampfschiffe nach Chaska und die Eisenbahn von Saint Paul dazu bei, dass sich das Gebiet zu einer blühenden Gemeinde entwickelte.

## Demografie
Nach der Volkszählung von 2020 leben in Victoria 10.546 Menschen. Die Bevölkerung teilte sich im Jahr 2019 auf in 96,3 % Weiße, 0,7 % Asiaten und 2,4 % mit zwei oder mehr Ethnizitäten. Hispanics oder Latinos aller Ethnien machten 1,5 % der Bevölkerung aus. Das mittlere Haushaltseinkommen lag 2019 bei 152.137 US-Dollar und die Armutsquote bei 3,2 %.